# August Heller

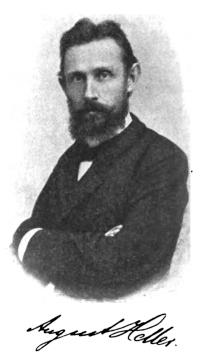
August Heller (1843–1902), ungarischer Wissenschaftshistoriker

August Heller (ungarisch Heller Ágost; * 6. August 1843 in Pest; † 4. September 1902 in Budapest) war ein ungarischer Wissenschaftshistoriker.

## Biografie
Seine Eltern waren Peter Heller (1800–1865), ein Kleingewerbetreibender, und dessen Ehefrau, eine geborene Drescher, deren Familie aus Preußisch-Schlesien kam.
Heller machte 1866 seinen Abschluss als Ingenieur am Polytechnikum in Budapest und war dort ab 1867 Assistent. 1869 legte er seine Lehramtsprüfung ab. 1869/70 setzte er sein Studium in Heidelberg fort, wo er Assistent von Gustav Kirchhoff war und außerdem bei Hermann von Helmholtz studierte. Nach dem Ausbruch des Deutsch-Französischen Krieges kehrte er nach Ungarn zurück. 1870 bis 1898 war er Professor für Mathematik und Physik an der Realschule in Budapest. Außerdem war er 1872 bis 1875 Privatdozent am Polytechnikum, war 1875 bis 1895 Bibliothekar der Ungarischen Naturwissenschaftlichen Gesellschaft und ab 1894 Oberbibliothekar der Ungarischen Akademie der Wissenschaften.
Er veröffentlichte, meist in Ungarisch und Deutsch, Arbeiten über Physik und Meteorologie. Bekannt ist er für seine Geschichte der Physik, die aus einer ungarischen Preisschrift für die Naturwissenschaftliche Gesellschaft entstand.
Ab 1897 war er Redakteur der Mathematisch-Naturwissenschaftlichen Berichte aus Ungarn. 1887 wurde er korrespondierendes und 1893 ordentliches Mitglied der Ungarischen Akademie der Wissenschaften.
Er heiratete 1876 Georgine von Bolberitz (* 1854), eine Tochter des k.u.k. Feldmarschalleutnants Ludwig Ritter von Bolberitz (* 1815) und dessen Ehefrau Clementine Koller. Das Paar hatte drei Söhne.

## Schriften
- Geschichte der Physik von Aristoteles bis auf die neueste Zeit, 2 Bände, Stuttgart: Enke 1882, 1884 (Band 1: Von Aristoteles bis Galilei, Band 2: Von Descartes bis Robert Mayer), Digitalisat. Reprint Wiesbaden: Sändig 1965

Seine Geschichte der Physik in Deutschland für die Reihe Geschichte der Wissenschaften in Deutschland blieb unvollendet.